# Lödla
Lödla est une commune allemande de l'est du land de Thuringe située dans l'arrondissement du Pays-d'Altenbourg. Kriebitzsch fait partie de la Communauté d'administration de Rositz.

## Géographie

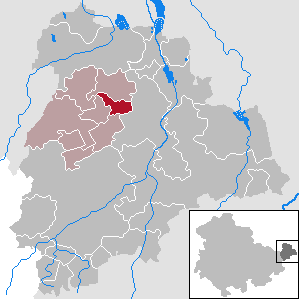
Situation de la commune dans l'arrondissement d'Altenbourg

Lödla est située dans le centre-ouest de l'arrondissement, à 4 km au nord-ouest d'Altenbourg. Elle est composée de quatre villages :
- Oberlödla ;
- Rödigen ;
- Unterlödla ;
- Wieselberg.

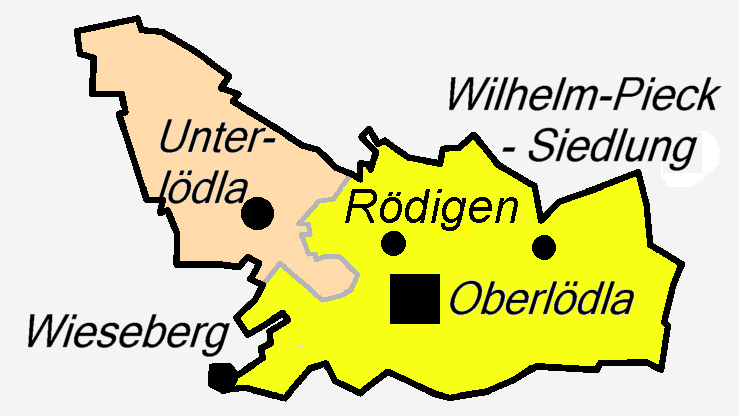
Les différents villages.

Communes limitrophes (en commençant par le nord et dans le sens des aiguilles d'une montre) : Rositz, Altenbourg, Göhren et Monstab.

## Histoire
La première mention écrite du village de Unterlödla date de 1277. En 1291, un prieuré dépendant du monastère de Buch est signalé et, en 1501, apparaît la seigneurie de Lödla qui restera entre les mains de la famille von Pöllnitz jusqu'en 1945.
Le village de Rödigen est signalé en 1161 sous le nom de "Rodischene" comme né de défrichements.
Au XIXe siècle a commencé l'exploitation du lignite.
Le 14 février 1944, le château est victime d'un bombardement. 33 personnes perdent la vie, dont les derniers propriétaires. En 1948, ce qui en restait est démoli.

## Démographie
Commune de Lôdla dans ses limites actuelles :
| 1900 | 1933 | 1939  | 1995 | 2000 | 2005 | 2011 |
| ---- | ---- | ----- | ---- | ---- | ---- | ---- |
| 720  | 989  | 1 030 | 776  | 815  | 787  | 723  |